# Light My Way
「Light My Way」（ライト・マイ・ウェイ）は、日本のロックバンド・DREAMPOLICEのメジャーデビュー10周年を記念した初のシングル。2018年11月7日に日本含む全世界同時リリースされた。

## 概要
- デビュー10周年を記念して、日本含む世界約180ヵ国に向けてワールドワイド・リリースしたシングル[1]。
- スーパーバイザーに中島正雄がクレジットされており、アーティスト写真は加藤正憲によって手掛けられたものである。

## 収録曲
1. Light My Way
作詞:安藤誠之  作曲:黒田洋平
2. ハーモニー
作詞:安藤誠之  作曲:黒田洋平
3. Light My Way(Inst.)
4. ハーモニー(Inst.)

## 参加ミュージシャン
- 安藤誠之 - ボーカル・全作詞・プロデュース
- 黒田洋平 - ギター・全作曲
- 早川雄介 - ベース
- 斎藤“サイ+”有希 - ドラム
- 川口綾 - キーボード
- 石川淳太 - コーラス